# サメマチオ
サメ マチオは、日本の漫画家。

## 来歴
「書の湯」で第1回ネクスト大賞を受賞。2010年に『マチキネマ』で単行本デビュー。
2013年6月、『マチキネマ2』の発売を記念して複数の書店にて複製原画展を開催。

## 作品リスト

### 連載
- 増刊★サメマチオ（『NextComicファースト』2009年6月1日[3] - ）
- マチキネマ（『NextComicファースト』[2]）
- ひとんちのお弁当（『Eleganceイブ』）
- きみの家族（『週刊漫画TIMES』） - 青年誌初連載作品[4]
- ホテルサラマンダー（『ITAN』9号[5] - 26号、2012年 - 2015年）
- わっちゃんはふうりん（『Eleganceイブ』2013年1月号[6] - 、『Champion タップ!』2013年7月4日[7] - ） - 不定期連載[6]
- 三分間のアニミズム（『ビッグコミックオリジナル』2015年21号[8] - ）
- 魔法少女サン&ムーン 〜推定62歳〜（『まんがライフWIN』2017年3月[9] - ）

### 読み切り
- ルリちゃんの心理テスト（『Eleganceイブ』2012年3月号[10]） - 初のホラー短編[11]
- タイトル不明（『イブSpecial夏号 もっと!』、2012年6月[12]）
- サンタが来なくなった日（『もっと!』vol.1[13]、2012年）
- タイトル不明（『ビッグコミックオリジナル』2014年6号「オリジナルひな祭り」企画[14]） - ショートストーリー[14]
- ステイホームによせて（『ダ・ヴィンチ』2020年7月号[15]）

### アンソロジー
- ヤオハル〜BLはいつだって青春〜（『となりの801ちゃん＋』第1巻限定版小冊子、2012年11月30日発売[16]）
- 漫画家ごはん日誌（『フィール・ヤング』リレー連載、2015年5月8日発売[17]）

### 書籍
- 『マチキネマ』、宙出版、2010年 - 2013年、全2巻
  1. 2010年6月25日発売[18]、ISBN 978-4-7767-9565-0
  2. 2013年6月17日発売[2]、ISBN 978-4-7767-9619-0
- 『きみの家族』、芳文社、2012年4月16日発売[4]、ISBN 978-4-8322-3294-5
- 『春はあけぼの 月もなう 空もなお』、宙出版、2012年9月15日発売[19]、ISBN 978-4-7767-9608-4
- 『ホテルサラマンダー』、講談社〈KCx〉、2013年 - 2015年、全3巻
  1. 2013年9月6日発売[20][21]、ISBN 978-4-06-380645-8
  2. 2014年11月14日発売[22][23]、ISBN 978-4-06-380732-5
  3. 2015年12月7日発売[24]、ISBN 978-4-06-380821-6
- 『そういえば＆といえば : サメマチオ随筆集』、秋田書店、2014年11月14日発売[22]、ISBN 978-4-253-13067-7
- 『わっちゃんはふうりん』、秋田書店、2014年11月14日発売[22]、ISBN 978-4-253-13066-0
- 『三分間のアニミズム』、小学館、2017年6月30日発売[25]、ISBN 978-4-09-189555-4
- 『魔法少女サン&ムーン 〜推定62歳〜』、竹書房、2018年4月7日発売[26]、ISBN 978-4-8019-6229-3
- 『追読人間臨終図巻』、原作：山田風太郎、徳間書店、2019年 - 2021年
  1. I、2019年4月25日発売[27]、ISBN 978-4-19-864835-0
  2. II 文豪編、2021年3月19日発売[28]、ISBN 978-4-19-865257-9
- 『はつみ道楽』、宙出版、2019年4月9日発売[29]、ISBN 978-4-7767-9702-9

### その他
- エッセイ「わたしのレシピ」（『Eleganceイブ』2011年11月号付録小冊子[30]）
- ゲストの本棚を紹介するコーナー「私の本棚」（『フィール・ヤング』2011年11月号[31]）
- 連載コラム「オトナの読書感想文」（『まんがくらぶ』2014年7月号[32]）
- 特集「漫画家さんのご当地自慢2014」（『comicスピカ』No.35[33]） - エッセイ漫画[33]
- 阿仁谷ユイジ特集「阿仁谷ユイジと私」（『on BLUE』vol.20[34]）

## 出演
- Next comics 15周年記念展 トークショー（2018年12月9日[35]）